# Caramany
Ne doit pas être confondu avec Caramy ou Caramanie.
Caramany  (Caramanh en occitan) est une commune française située dans le nord du département des Pyrénées-Orientales, en région Occitanie. Sur le plan historique et culturel, la commune est dans le Fenouillèdes, une dépression allongée entre les Corbières et les massifs pyrénéens recouvrant la presque totalité du bassin de l'Agly.
Exposée à un climat méditerranéen, elle est drainée par l'Agly et par deux autres cours d'eau. La commune possède un patrimoine naturel remarquable composé de deux zones naturelles d'intérêt écologique, faunistique et floristique.
Caramany est une commune rurale qui compte 130 habitants en 2022, après avoir connu un pic de population de 577 habitants en 1846. Elle fait partie de l'aire d'attraction de Perpignan. Ses habitants sont appelés les Caramagnols ou  Caramagnoles.
Caramany est principalement connu pour son barrage et son lac, ainsi que son vignoble.

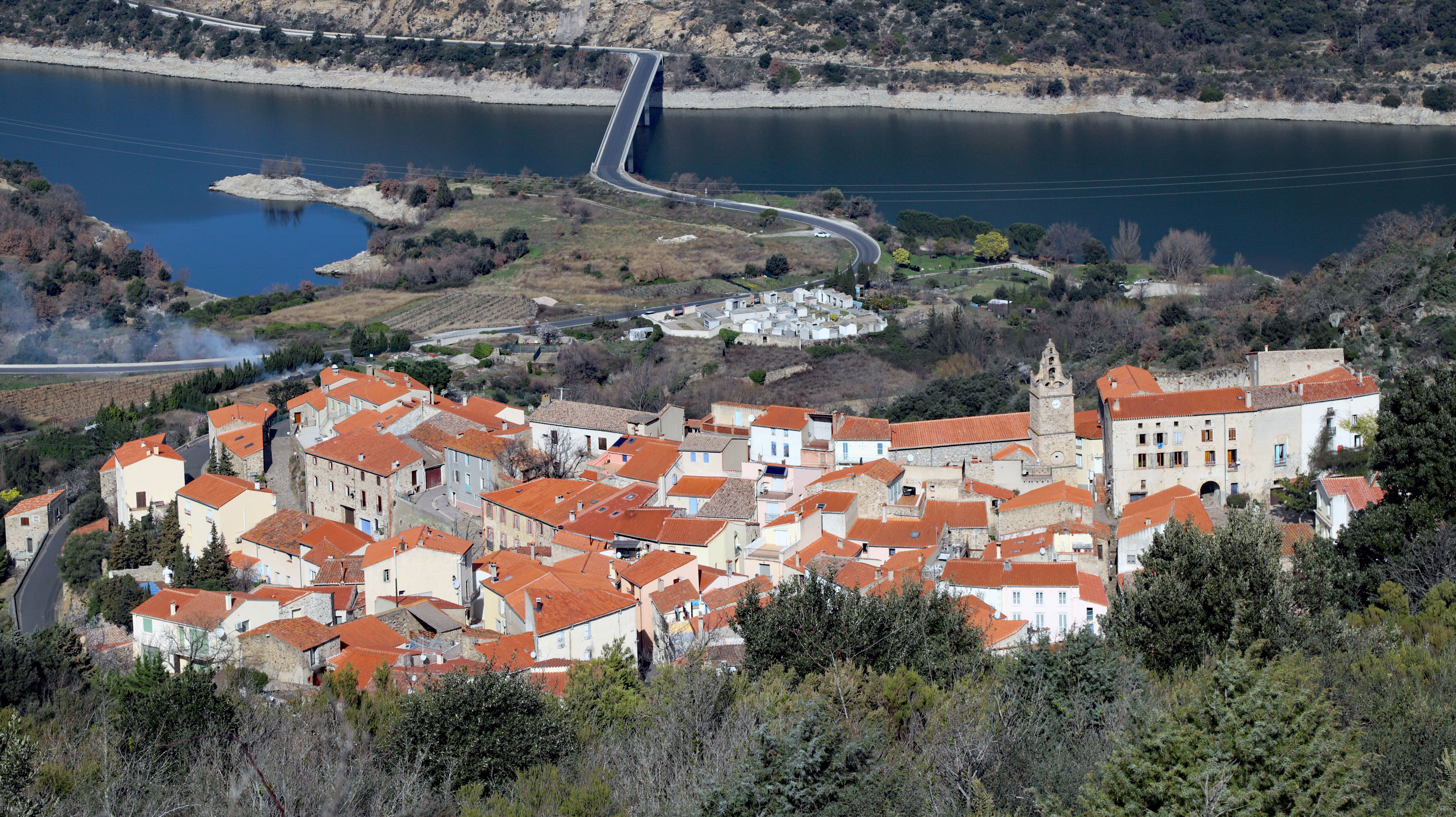
Vue depuis le relais de télévision

## Géographie

### Localisation
La commune de Caramany se trouve dans le département des Pyrénées-Orientales, en région Occitanie.
Elle se situe à 27 km à vol d'oiseau de Perpignan, préfecture du département, à 18 km de Prades, sous-préfecture, et à 25 km de Rivesaltes, bureau centralisateur du canton de la Vallée de l'Agly dont dépend la commune depuis 2015 pour les élections départementales.
La commune fait en outre partie du bassin de vie d'Ille-sur-Têt.
Les communes les plus proches sont : 
Cassagnes (3,4 km), Lansac (3,5 km), Bélesta (3,6 km), Trilla (4,3 km), Trévillach (4,4 km), Montalba-le-Château (4,5 km), Rasiguères (4,6 km), Planèzes (5,2 km).
Sur le plan historique et culturel, Caramany fait partie du Fenouillèdes, une dépression allongée entre les Corbières et les massifs pyrénéens recouvrant la presque totalité du bassin de l'Agly. Ce territoire est culturellement une zone de langue occitane.

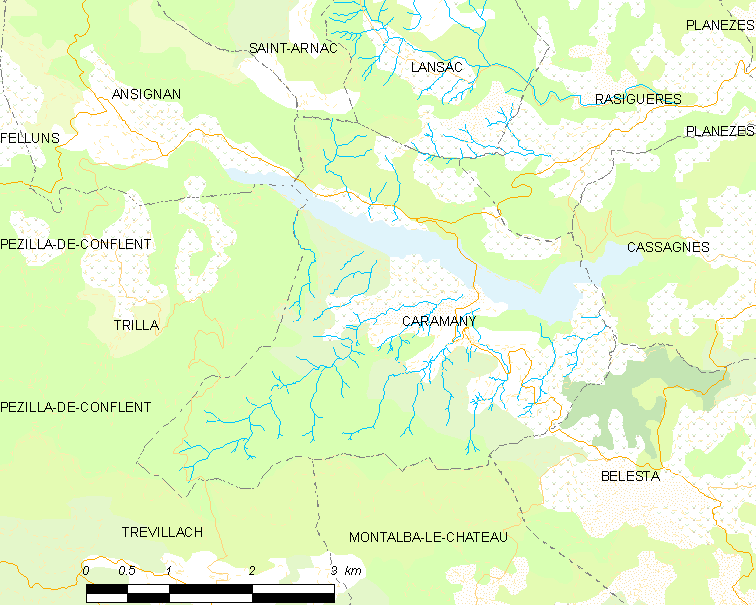
Situation de la commune.

| Saint-Arnac, Ansignan | Lansac              | Rasiguères |
| Trilla                | Caramany            | Cassagnes  |
| Trévillach            | Montalba-le-Château | Bélesta    |

### Géologie et relief

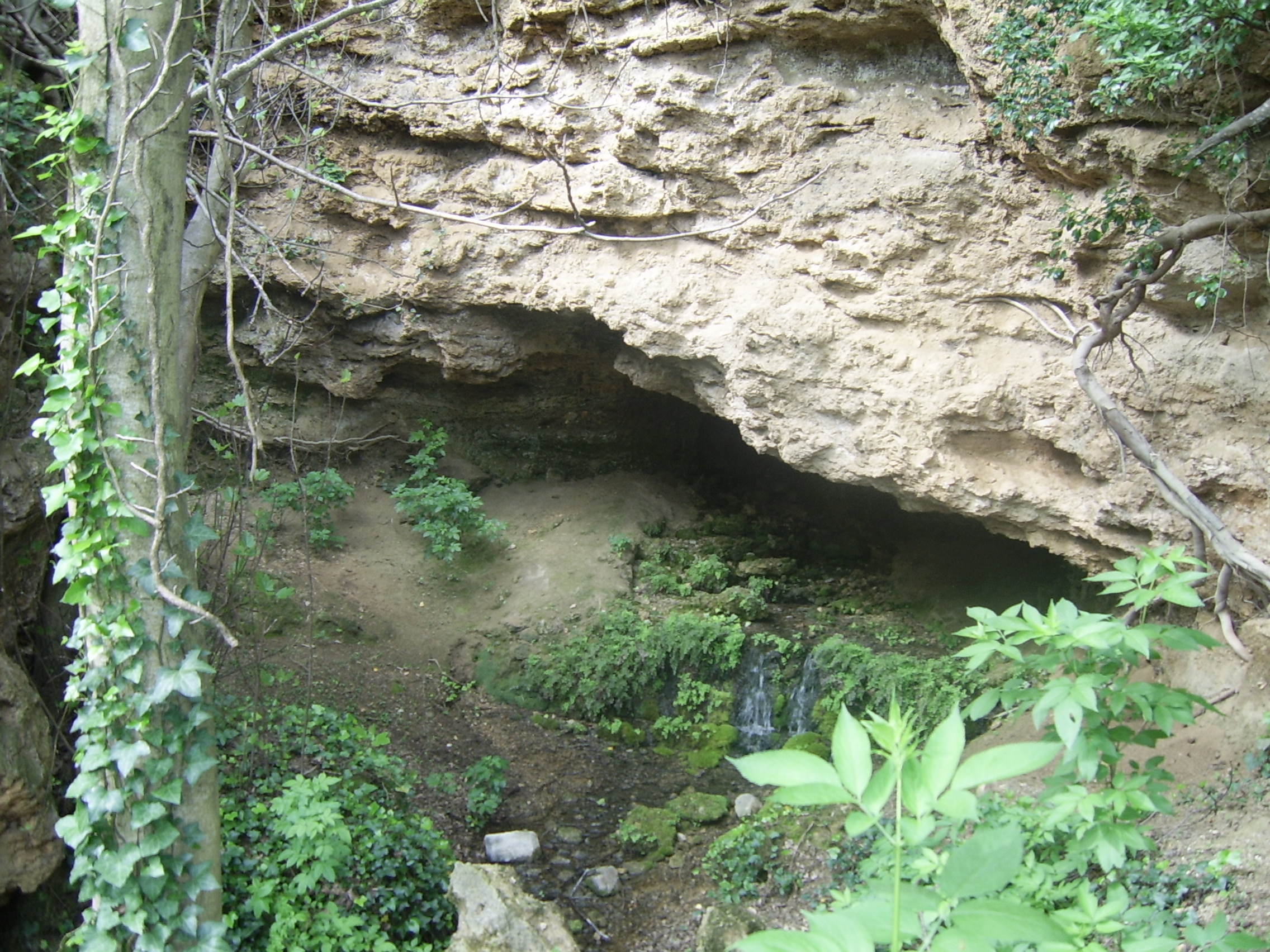
Cavité rocheuse à proximité du village.

Caramany possède une superficie de 1 400 ha et son altitude varie de 129 à 765 mètres.
Le territoire communal est principalement situé en terrain de roches métamorphiques (migmatites, paragneiss, et plusieurs roches jusqu'au faciès granulite (Charnockites)) alors que le reste du Fenouillèdes se partage majoritairement entre calcaires - généralement du Crétacé (Albien…) - légèrement marmorisés et granites plus ou moins altérés en arène granitique.
De multiples plis et failles recoupent ces unités lithologiques.[réf. nécessaire]
Le village est entouré de nombreuses grottes, creusées dans le tuf, qui est aussi utilisé dans la partie supérieure du clocher du village.[réf. nécessaire]
La commune est classée en zone de sismicité 3, correspondant à une sismicité modérée.

### Hydrographie

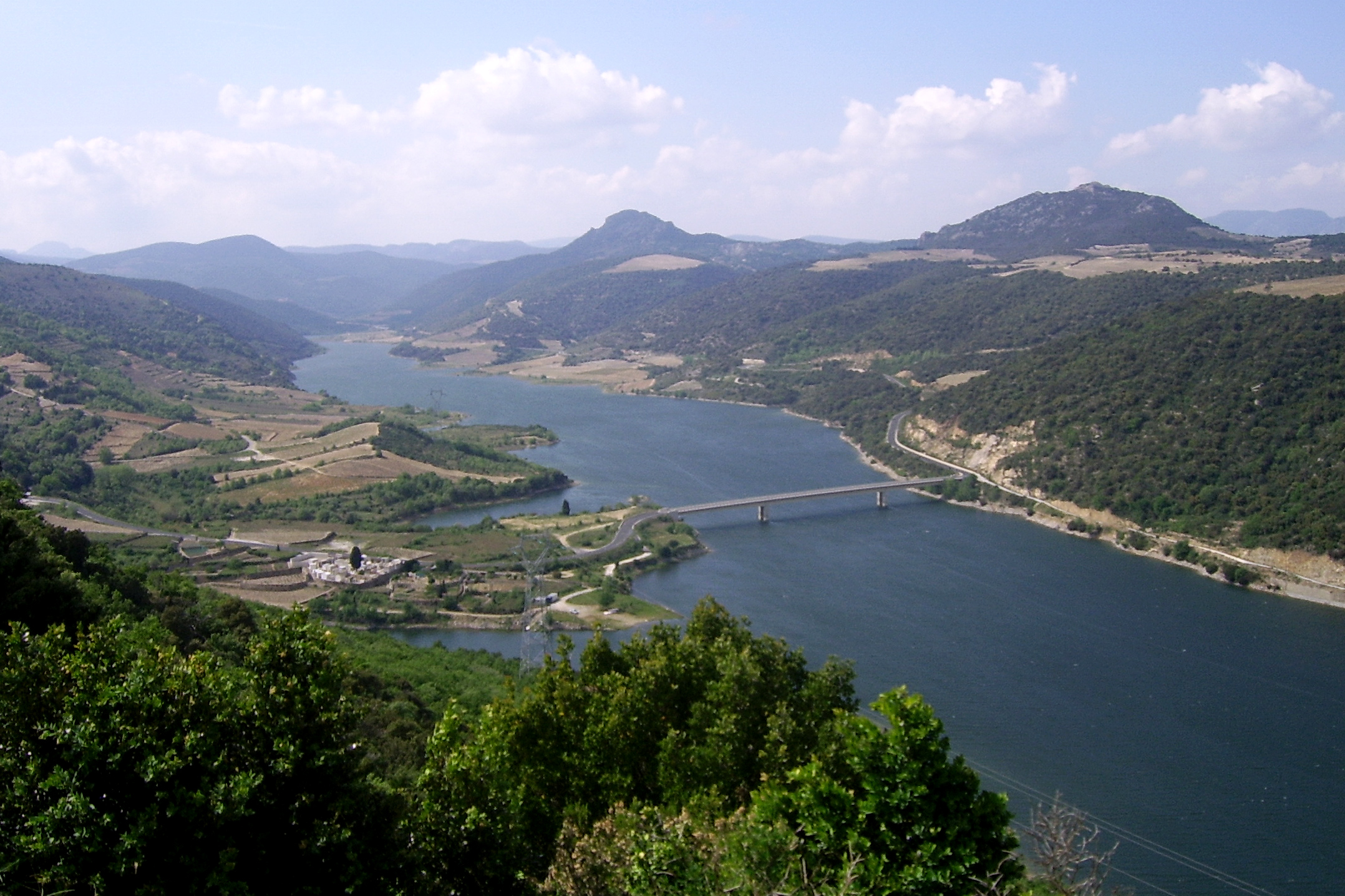
Le lac.

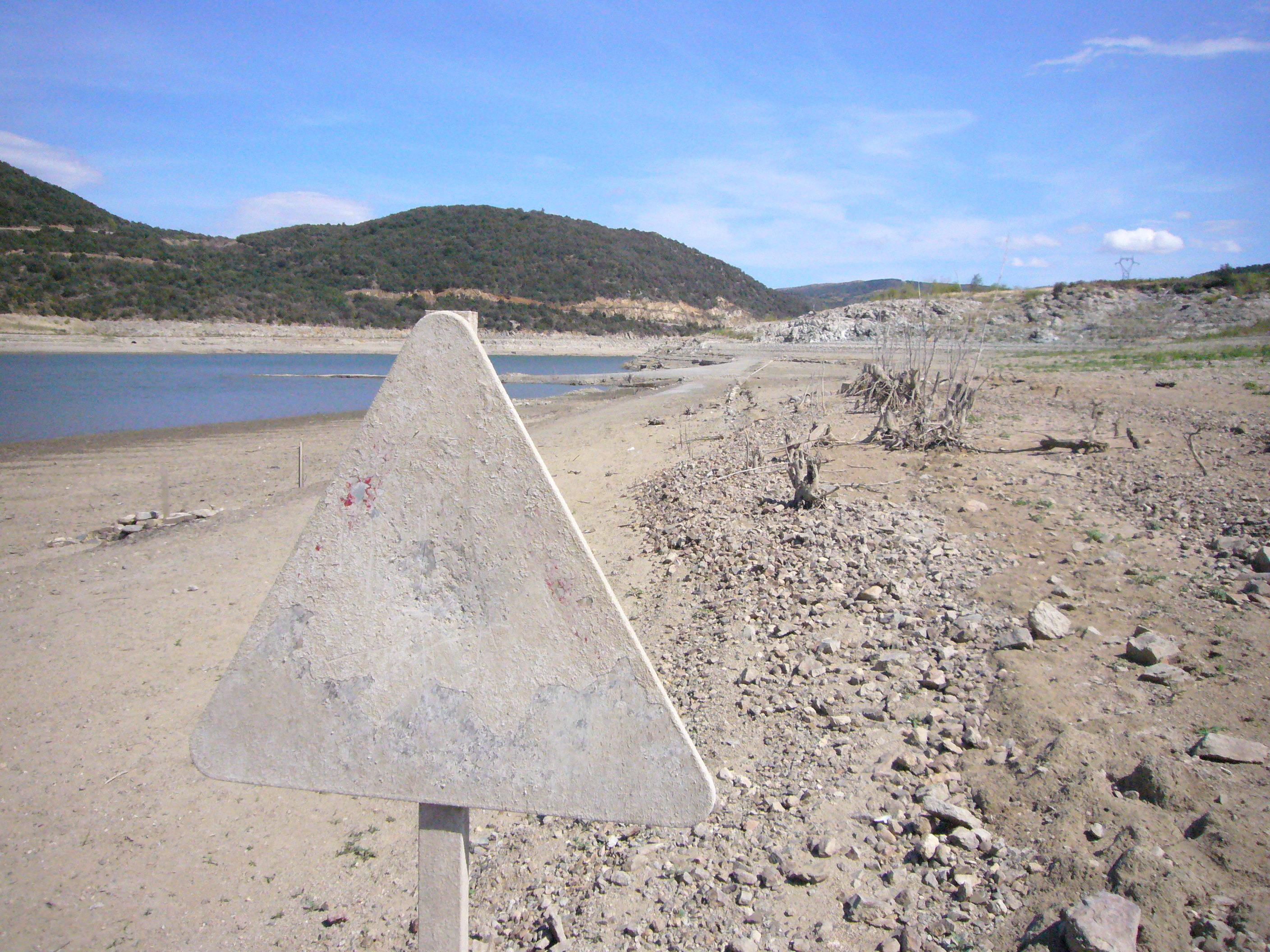
Le lac à un niveau historiquement bas, été 2008.

Caramany est traversée par l'Agly. La retenue d'eau de ce fleuve crée un lac situé en majeure partie sur le territoire de la commune.
Ce lac a une superficie de 170 hectares, pour une longueur d'environ 7 km.
À l'été 2008, le village a été touché par une pénurie d'eau sans précédent. Des mesures draconiennes ont été prises par la préfecture. Le lac a atteint son niveau le plus bas depuis son inauguration en 1994. Une sécheresse encore plus sévère touche la commune, comme l'ensemble du département, à partir du printemps 2022,.
Dès sa mise en eau en 1994, le lac a été aleviné par la Fédération Départementale des Associations de Pêche et de Protection des Milieux Aquatiques des Pyrénées-Orientales.[réf. nécessaire]
Il existe également un certain nombre de ruisseaux permanents ou temporaires, qui irriguent les deux rives carmagnoles de l'Agly. Sur la rive droite, au sud de la commune, se trouvent notamment les ravins de Balderbe, de la Bécède et de la Teulière. En outre, un réseau de canaux d'irrigation de jardins alimente en eau une partie réduite du territoire communal, à l'ouest du bourg, au pied de la colline de Péménard. Ces canaux sont gérés par une association syndicale autorisée (ASA).

### Climat
Pour des articles plus généraux, voir Climat de l'Occitanie et Climat des Pyrénées-Orientales.
En 2010, le climat de la commune est de type climat méditerranéen franc, selon une étude du CNRS s'appuyant sur une série de données couvrant la période 1971-2000. En 2020, Météo-France publie une typologie des climats de la France métropolitaine dans laquelle la commune est dans une zone de transition entre le climat de montagne et le climat méditerranéen et est dans la région climatique Pyrénées orientales, caractérisée par une faible pluviométrie, un très bon ensoleillement (2 600 h/an), un air sec, particulièrement en hiver et peu de brouillards.
Pour la période 1971-2000, la température annuelle moyenne est de 13,9 °C, avec une amplitude thermique annuelle de 15 °C. Le cumul annuel moyen de précipitations est de 776 mm, avec 7 jours de précipitations en janvier et 3,6 jours en juillet. Pour la période 1991-2020, la température moyenne annuelle observée sur la station météorologique la plus proche, située sur la commune de Saint-Paul-de-Fenouillet à 10 km à vol d'oiseau, est de 14,7 °C et le cumul annuel moyen de précipitations est de 765,9 mm,. Pour l'avenir, les paramètres climatiques de la commune estimés pour 2050 selon différents scénarios d’émission de gaz à effet de serre sont consultables sur un site dédié publié par Météo-France en novembre 2022.

### Milieux naturels et biodiversité
L’inventaire des zones naturelles d'intérêt écologique, faunistique et floristique (ZNIEFF) a pour objectif de réaliser une couverture des zones les plus intéressantes sur le plan écologique, essentiellement dans la perspective d’améliorer la connaissance du patrimoine naturel national et de fournir aux différents décideurs un outil d’aide à la prise en compte de l’environnement dans l’aménagement du territoire.
Une ZNIEFF de type 1 est recensée sur la commune :
le « massif du Sarrat d'Espinets » (1 772 ha), couvrant 6 communes du département et une ZNIEFF de type 2, : 
le « massif du Fenouillèdes » (34 157 ha), couvrant 40 communes dont une dans l'Aude et 39 dans les Pyrénées-Orientales.

Carte des ZNIEFF de type 1 et 2 à Caramany.
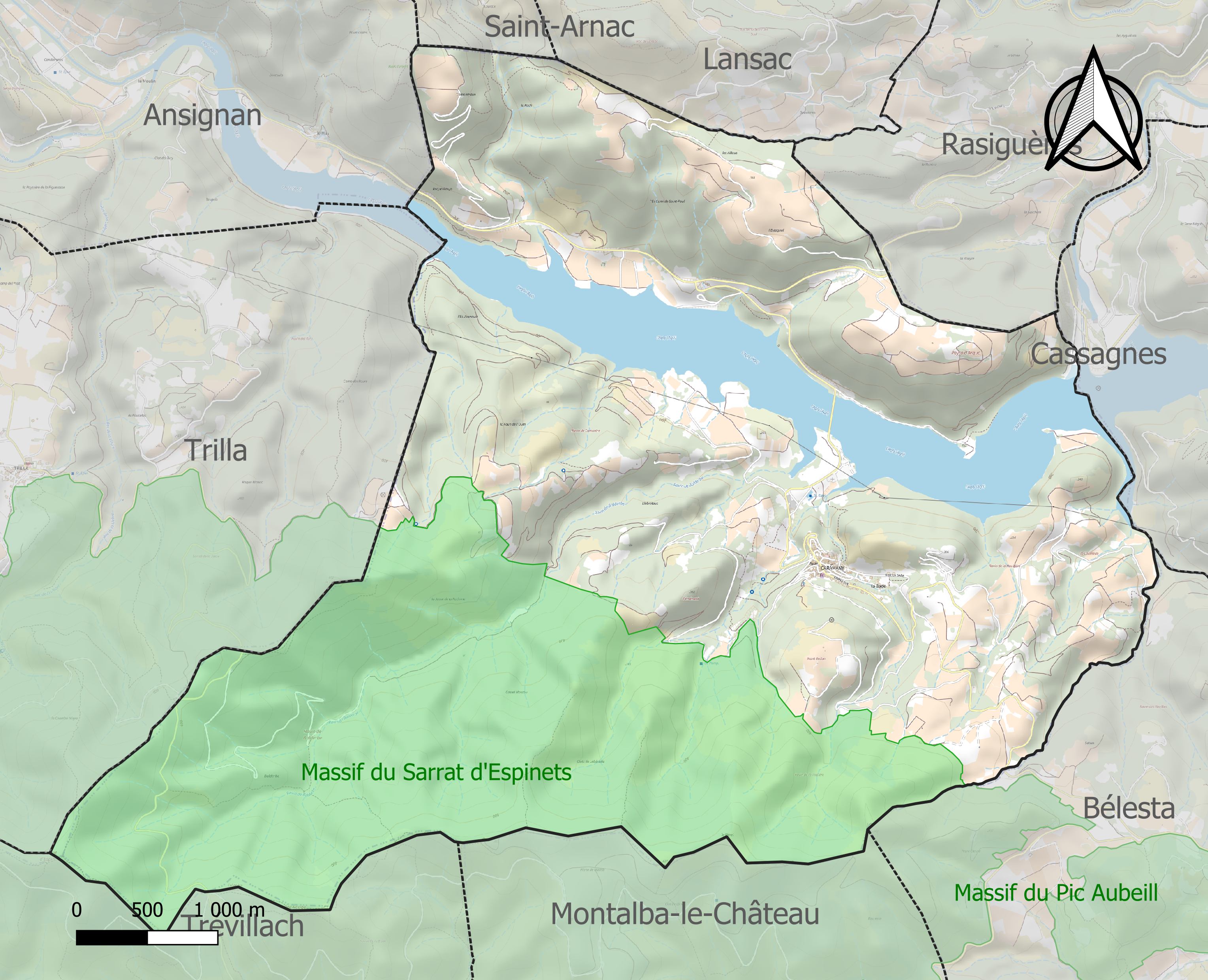
Carte de la ZNIEFF de type 1 sur la commune.
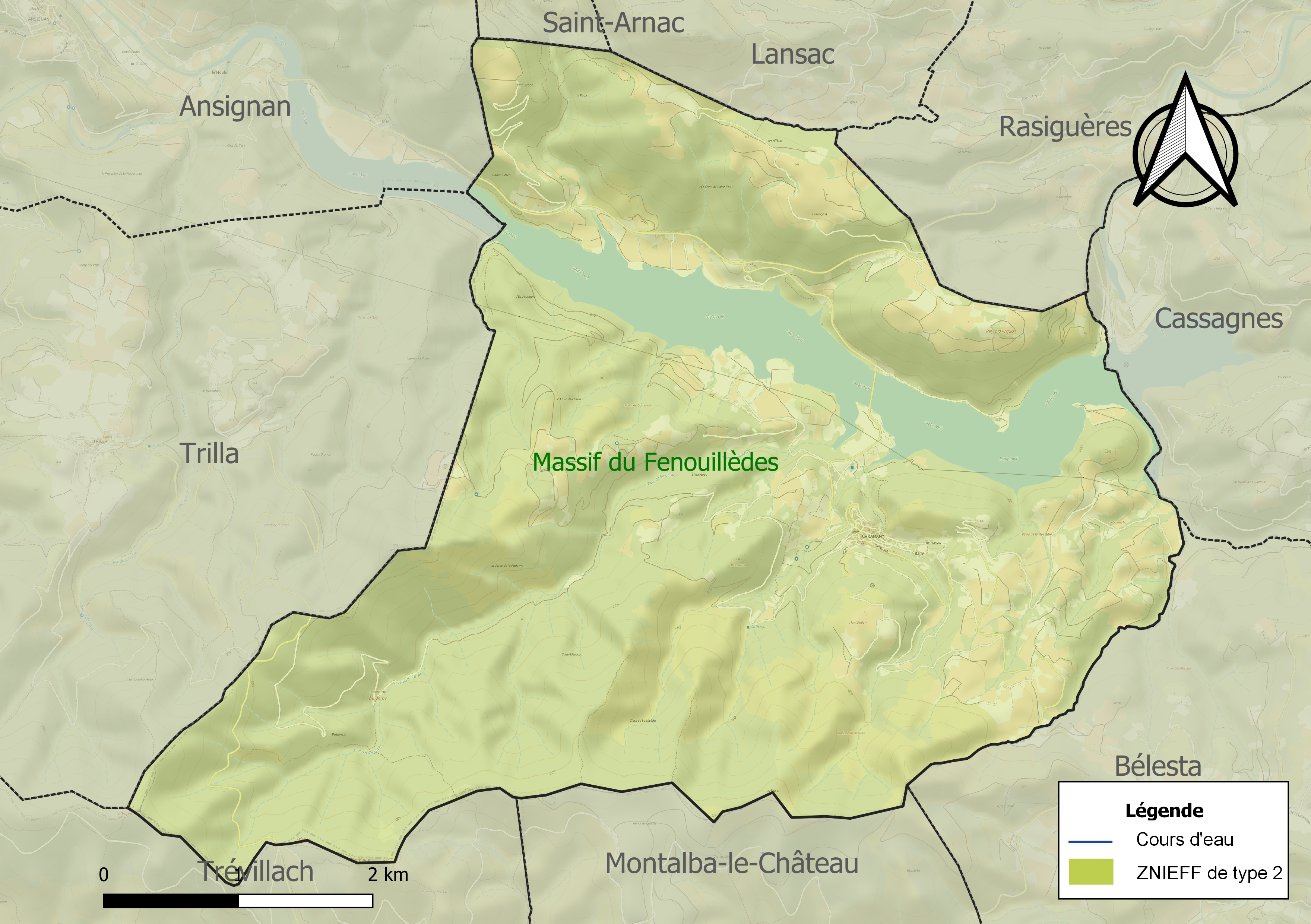
Carte de la ZNIEFF de type 2 sur la commune.

## Urbanisme

### Typologie
Au 1er janvier 2024, Caramany est catégorisée commune rurale à habitat dispersé, selon la nouvelle grille communale de densité à sept niveaux définie par l'Insee en 2022.
Elle est située hors unité urbaine. Par ailleurs la commune fait partie de l'aire d'attraction de Perpignan, dont elle est une commune de la couronne,. Cette aire, qui regroupe 118 communes, est catégorisée dans les aires de 200 000 à moins de 700 000 habitants,.

### Occupation des sols
L'occupation des sols de la commune, telle qu'elle ressort de la base de données européenne d’occupation biophysique des sols Corine Land Cover (CLC), est marquée par l'importance des forêts et milieux semi-naturels (61,8 % en 2018), en diminution par rapport à 1990 (63,2 %). La répartition détaillée en 2018 est la suivante : 
forêts (36,6 %), milieux à végétation arbustive et/ou herbacée (25,2 %), cultures permanentes (19,7 %), zones agricoles hétérogènes (9,5 %), eaux continentales (8,9 %). L'évolution de l’occupation des sols de la commune et de ses infrastructures peut être observée sur les différentes représentations cartographiques du territoire : la carte de Cassini (XVIIIe siècle), la carte d'état-major (1820-1866) et les cartes ou photos aériennes de l'IGN pour la période actuelle (1950 à aujourd'hui).

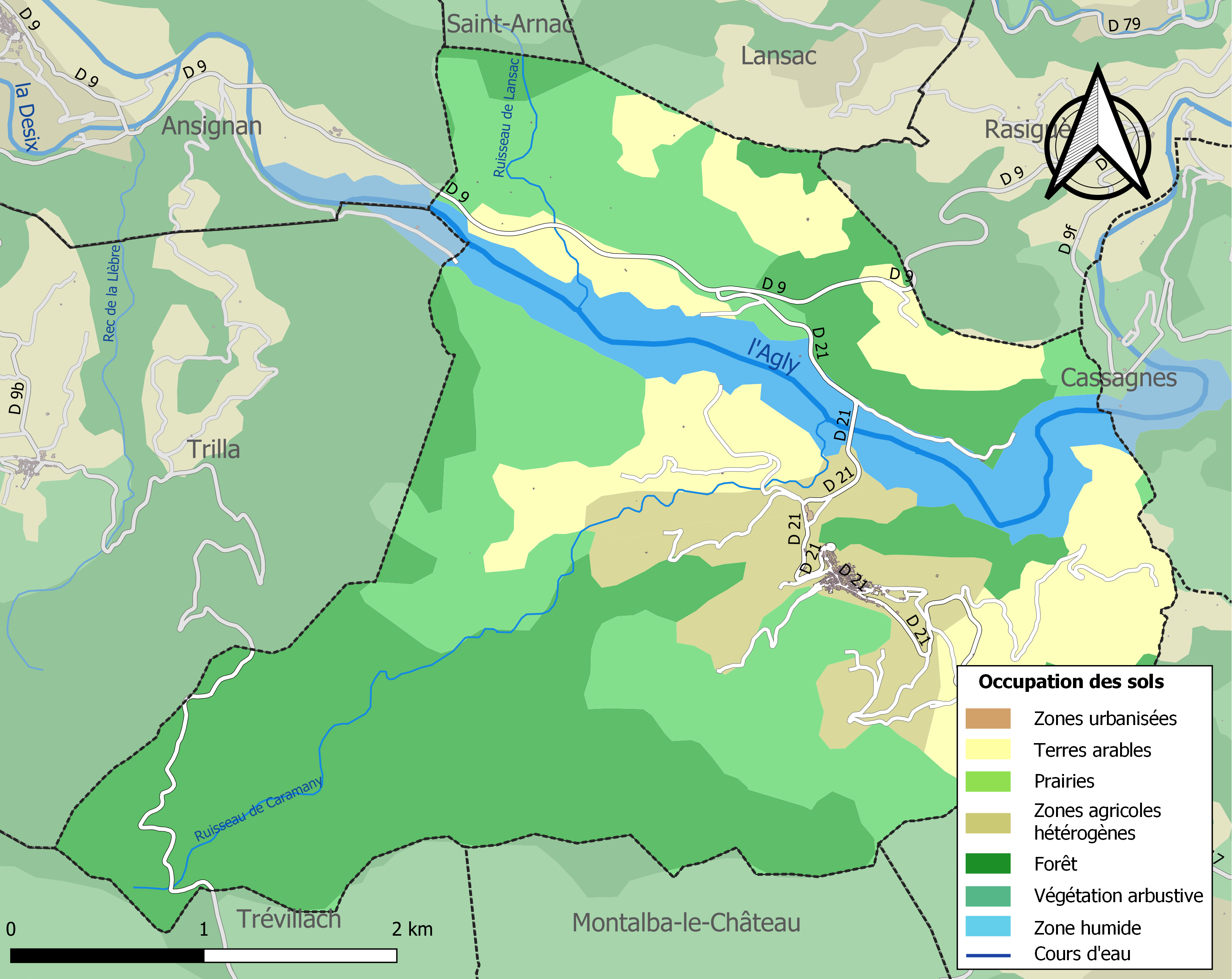
Carte des infrastructures et de l'occupation des sols de la commune en 2018 (CLC).

### Voies de communication et transports
L'accès à Caramany peut se faire par plusieurs voies routières :
- la route départementale D 21 est la seule à traverser le bourg. Au sud-est, elle est en provenance de Bélesta, Montalba-le-Château et Ille-sur-Têt. Elle rejoint la D9 au nord-ouest du bourg, après avoir traversé le lac ;
- la route départementale D 9, en provenance d'Ansignan à l'ouest (et Saint-Paul-de-Fenouillet ou Sournia depuis la D619), et de Rasiguères et Latour-de-France à l'est.

Par des chemins sinueux et aléatoirement praticables, Caramany est également reliée aux bourgs voisins de Trilla, Trévillach et Cassagnes.

### Risques majeurs
Le territoire de la commune de Caramany est vulnérable à différents aléas naturels : inondations, climatiques (grand froid ou canicule), feux de forêts, mouvements de terrains et séisme (sismicité modérée). Il est également exposé à un risque particulier, le risque radon,.

#### Risques naturels
Certaines parties du territoire communal sont susceptibles d’être affectées par le risque d’inondation par crue torrentielle de cours d'eau du bassin de l'Agly.
Les mouvements de terrains susceptibles de se produire sur la commune sont soit des mouvements liés au retrait-gonflement des argiles, soit des glissements de terrains, soit des chutes de blocs, soit des effondrements liés à des cavités souterraines. Une cartographie nationale de l'aléa retrait-gonflement des argiles permet de connaître les sols argileux ou marneux susceptibles vis-à-vis de ce phénomène. L'inventaire national des cavités souterraines permet par ailleurs de localiser celles situées sur la commune.

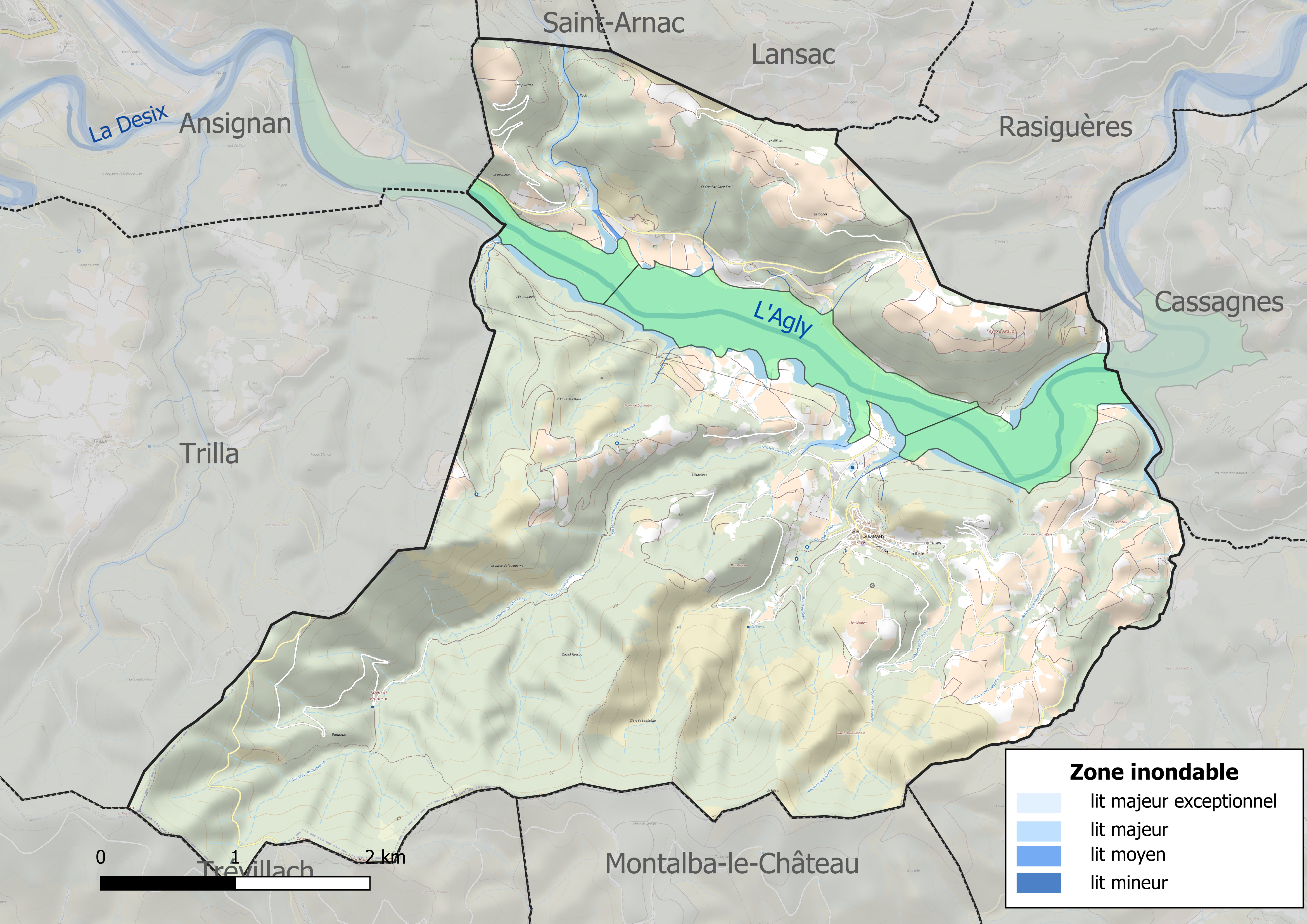
Carte des zones inondables.
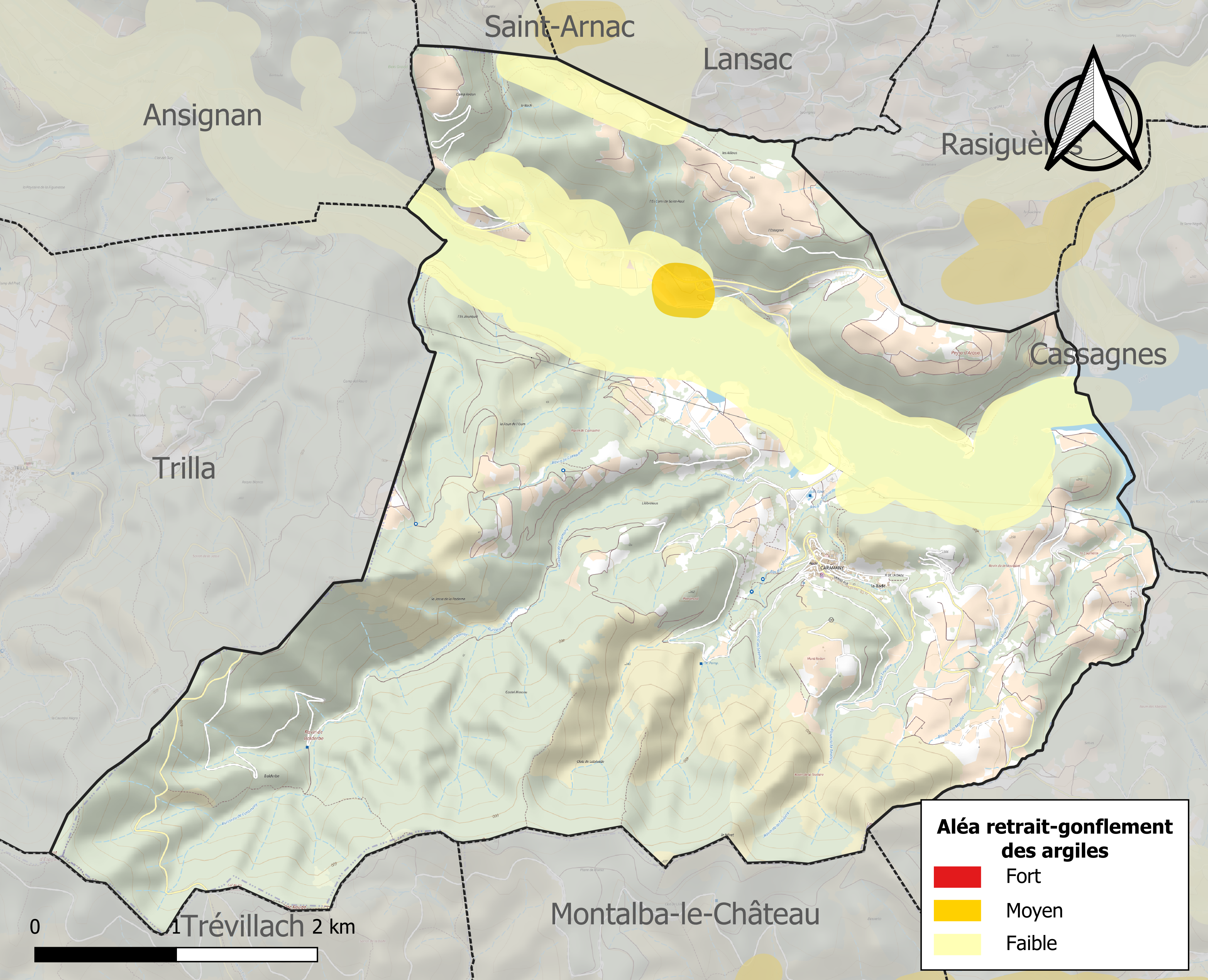
Carte des zones d'aléa retrait-gonflement des argiles.

Dans le département des Pyrénées-Orientales, on dénombre sept grands barrages susceptibles d’occasionner des dégâts en cas de rupture. La commune fait partie des 66 communes susceptibles d’être touchées par l’onde de submersion consécutive à la rupture d’un de ces barrages.

#### Risque particulier
Dans plusieurs parties du territoire national, le radon, accumulé dans certains logements ou autres locaux, peut constituer une source significative d’exposition de la population aux rayonnements ionisants. Toutes les communes du département sont concernées par le risque radon à un niveau plus ou moins élevé. Selon la classification de 2018, la commune de Caramany est classée en zone 3, à savoir zone à potentiel radon significatif.

## Toponymie
Formes du nom
Le nom de la commune est attesté sous les formes Karamay en 1211, Karamanho en 1242, Caramain en 1261, Caramayn en 1304 et Caramany en 1395. Sur les cartes de Cassini du XVIIIe siècle, on trouve Caramaing, graphie encore utilisée au XIXe siècle en concurrence avec Caramany.
En occitan, le nom de la commune est Caramanh dans la graphie moderne du languedocien. Toutefois, il paraît normal de conserver Caramany qui correspond à la graphie catalane en usage depuis le Moyen Âge. Les deux graphies correspondent à la même prononciation d'un n final mouillé, proche de ce qui en français s'écrirait « Caramagne ».
Étymologie

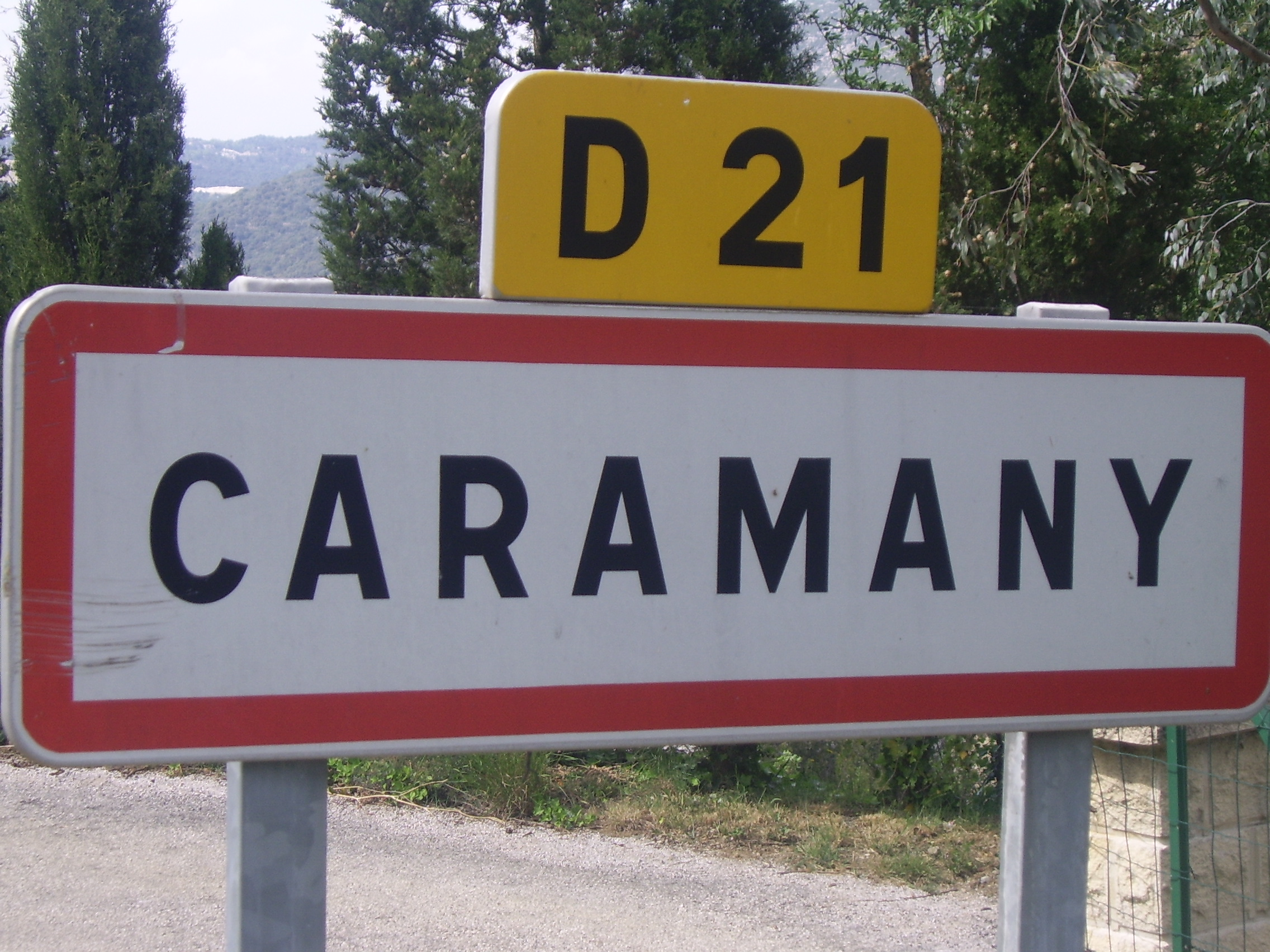
Le panneau d'entrée du village

Il s'agit d'un type toponymique basés sur l'élément pré-indo-européen *kar « pierre », devenu quer à l'époque médiévale, suivi du latin magnus « grand »,, d'où le sens global de « grande pierre », appliqué par extension à tout rocher fortifié et prenant donc le sens de grand château-fort.
Une autre explication fait appel au nom de personne germanique Caraman, repris tel quel.
Les toponymes voisins sont Caraman (Haute-Garonne, Carmanum, Caramanh XIIIe siècle), le puig de Caramany en Empordà et la Rocamany à Mosset.

## Histoire
L'histoire du village est étroitement liée à celle de l'Agly. Lors de la construction du barrage, d'importantes fouilles archéologiques ont permis la découverte de nombreux vestiges, dont une ceux de la nécropole du Camp del Ginèbre datant du Néolithique vieille de plusieurs milliers d'années. Ces occupations, d'abord implantées sur la rive gauche, se poursuivront au Moyen Âge sur la rive droite, à l'emplacement de l'actuel cimetière, certainement pour se rapprocher de ce Grand Rocher, sur lequel s'élèvera un château fort puis le village lui-même.
Le village de Casas ou Cazes, attesté au Xe siècle et aujourd'hui disparu, s'étendait autour de l'église Saint-Étienne de l'Horto. Il précède l'existence du village de Caramany. Les seigneurs de ce village étaient les comtes de Cerdagne dont Bernard Taillefer. En 1017, il donne l'église de Casas à son fils Guifré, évêque de Besalú, tandis que le village revient à son autre fils, nommé Hugues, ancêtre probable des seigneurs de Caramany. La dernière trace documentaire de Casas date de 1177.
La première mention connue de Caramany remonte à 1211, alors que l'existence d'une famille seigneuriale est attestée en 1242 ; cette année-là, Huguet de Caraman est un des principaux chevaliers de la vicomté de Fenouillet, suzerain des lieux. En 1258, le traité de Corbeil rattache définitivement la vicomté de Fenouillèdes au royaume de France, et Caramany, comme tous les châteaux voisins, devient alors un poste avancé pour la défense de la frontière. Le village voisin de Bélesta a gardé la trace de cette époque puisque est parfois ajoutée au nom du village la dénomination « de la Frontière ».
Abandonnée par ses premiers détenteurs qui ont préféré rester du côté catalan, la seigneurie verra se succéder un grand nombre de propriétaires : après la Révolution, le dernier, le comte de Mauléon Narbonne a vendu ses biens, château et terres, aux habitants de la commune.

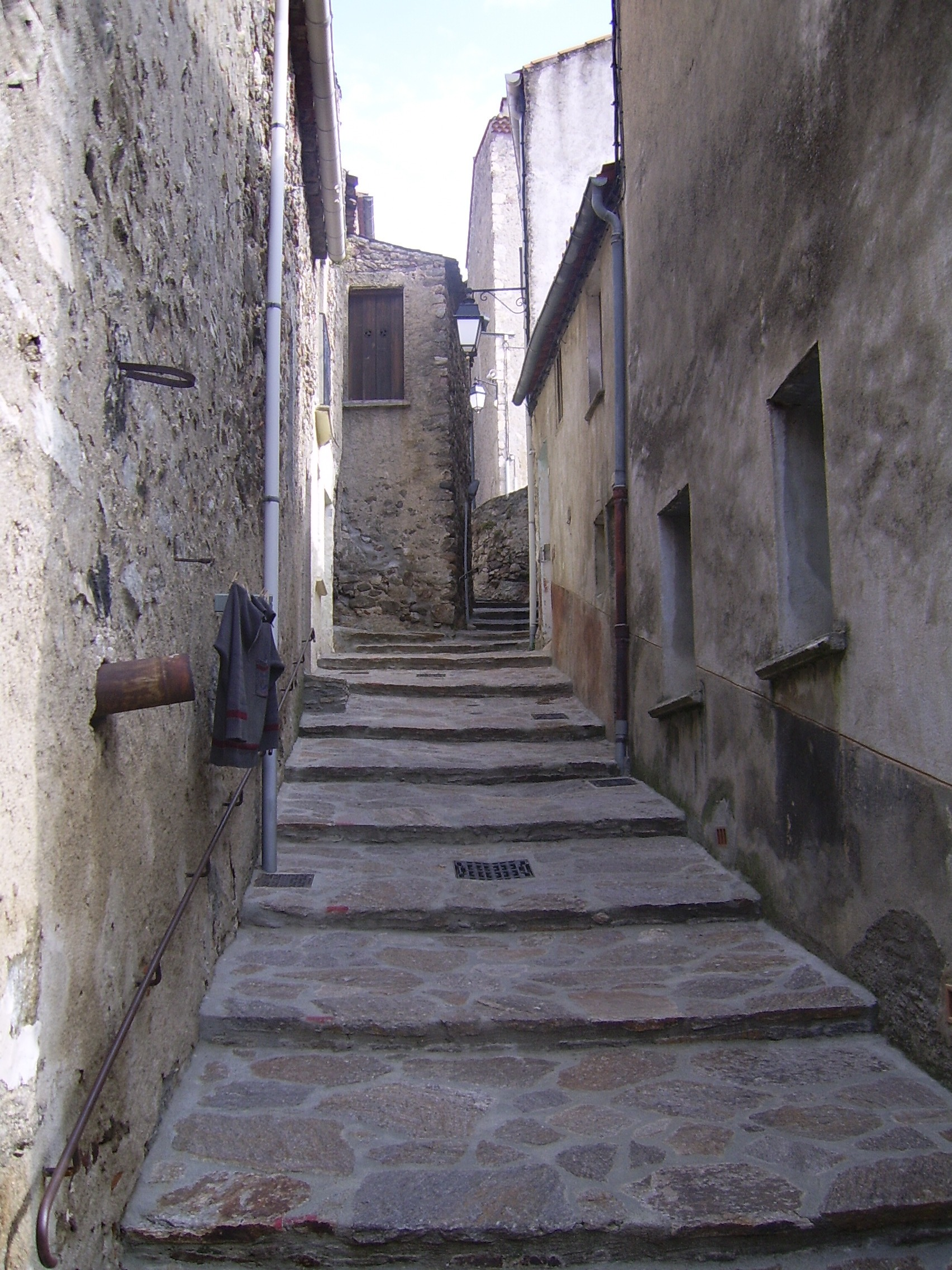
La rue du Clocher.

En 1790, lors de la création des départements par l'Assemblée constituante, le Fenouillèdes a retrouvé les anciens comtés du Roussillon, de la Cerdagne, du Capcir et du Conflent pour former le département actuel des Pyrénées-Orientales.

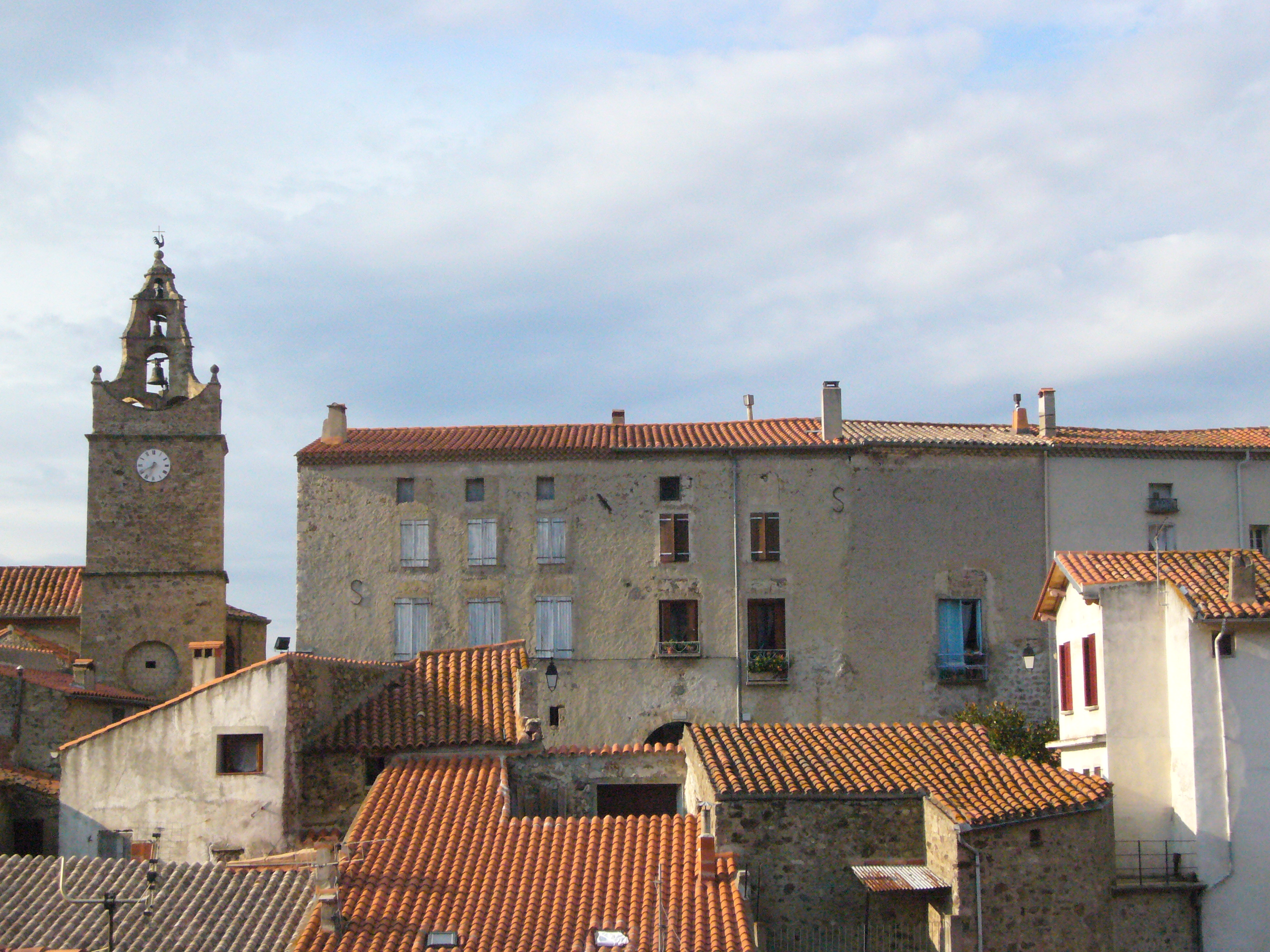
L'église et le château.

Les XVIIIe et XIXe siècles correspondent à une période d'expansion. Le village atteint son pic de population, se développe et sort de ses remparts. L'église également s'agrandit et un clocher est érigé par les habitants eux-mêmes de 1847 à 1849, sous la conduite de l'abbé François Bria.
Les surfaces cultivées augmentent, et à la culture des céréales et des oliviers succède la vigne qui devient, au XXe siècle, la seule ressource économique de la commune. La cave coopérative dont la construction est lancée en 1923 pour une mise en service l'année suivante, s'est lancée dans une démarche de qualité dès 1966. La vinification par le procédé de la macération en raisin entier à l'époque incitée par l'œnologue Jean Rière, a construit la renommée des vins de Caramany.
En 1993, un couple dit avoir observé un ours à proximité du village. Les empreintes de l'animal sont repérées par des agents de l'Office national des forêts.
À partir de 2021, la commune est intégrée au périmètre du Parc naturel régional Corbières-Fenouillèdes.

### Légende

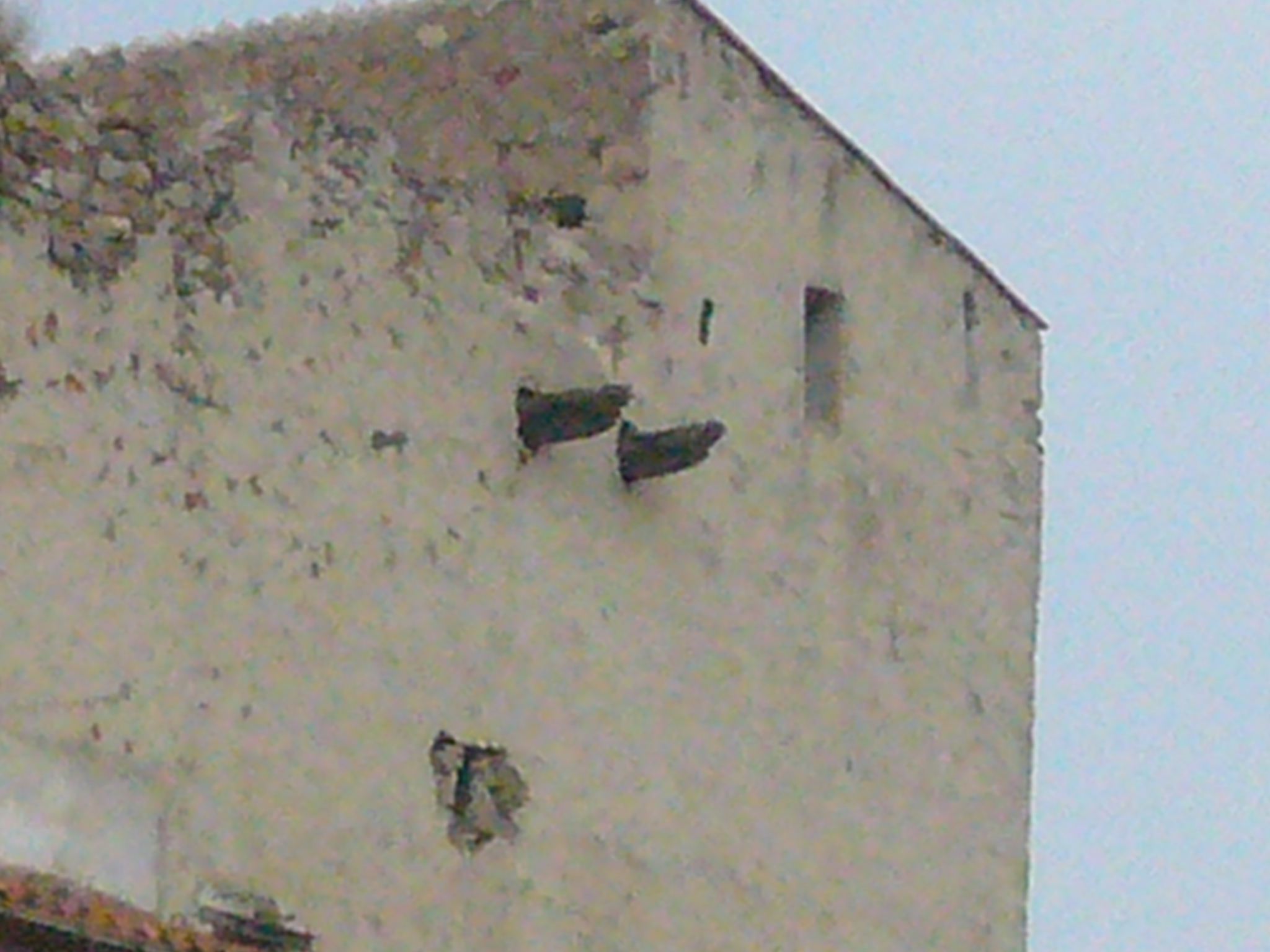
Les « canons de Caramany ».

À l'instar de nombre de petits villages, plusieurs croyances et légendes ont été véhiculées de génération en génération. La plus connue d'entre elles dans le village est certainement celle des canons de Caramany, entretenue par la présence de deux poutres dépassant du mur sud du château. Pendant la guerre du Roussillon, qui oppose le royaume d'Espagne aux révolutionnaires français, en 1793, elles auraient ainsi été prises pour des canons par des Espagnols ayant pris la décision de s'aventurer vers le nord.

## Politique et administration

### Canton
Dès 1790, la commune de Caramany est incluse dans le canton de La Tour (devenu plus tard Latour-de-France) et ne le quitte plus par la suite.
À compter des élections départementales de 2015, la commune est incluse dans le nouveau canton de la Vallée de l'Agly.

### Liste des maires

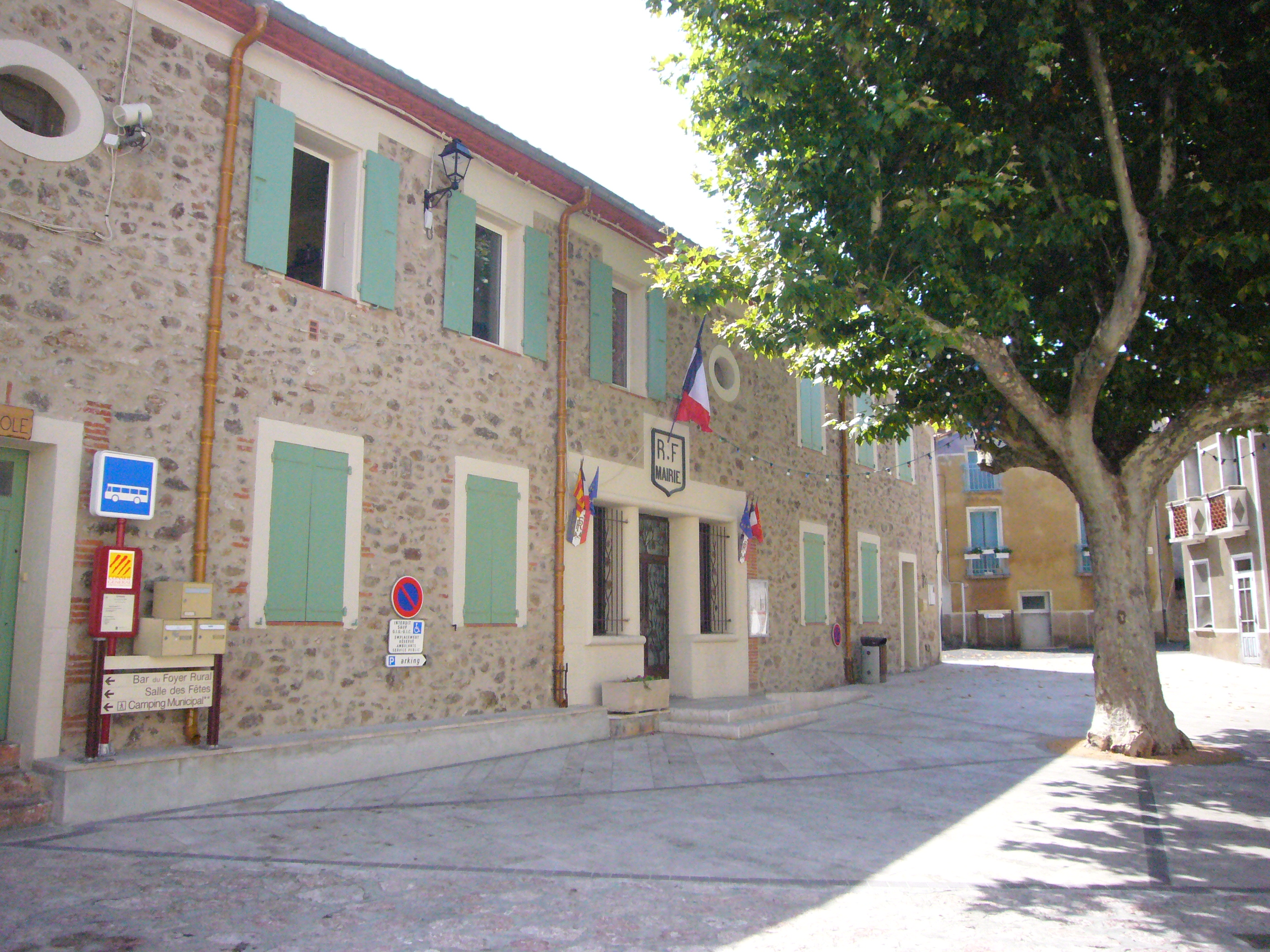
La mairie et la place de la mairie.

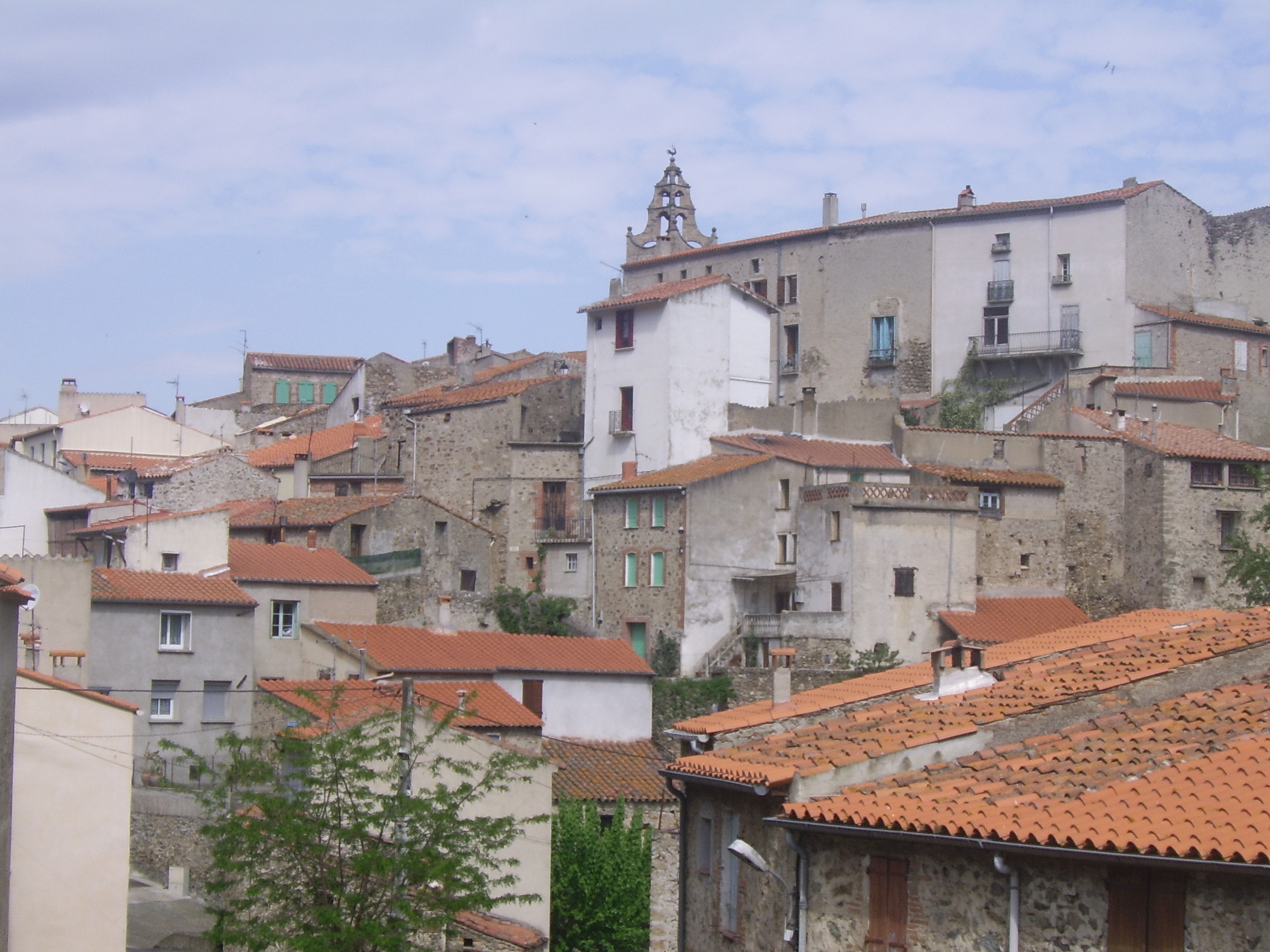
Vue du village depuis les environs du « Ruisseau ».

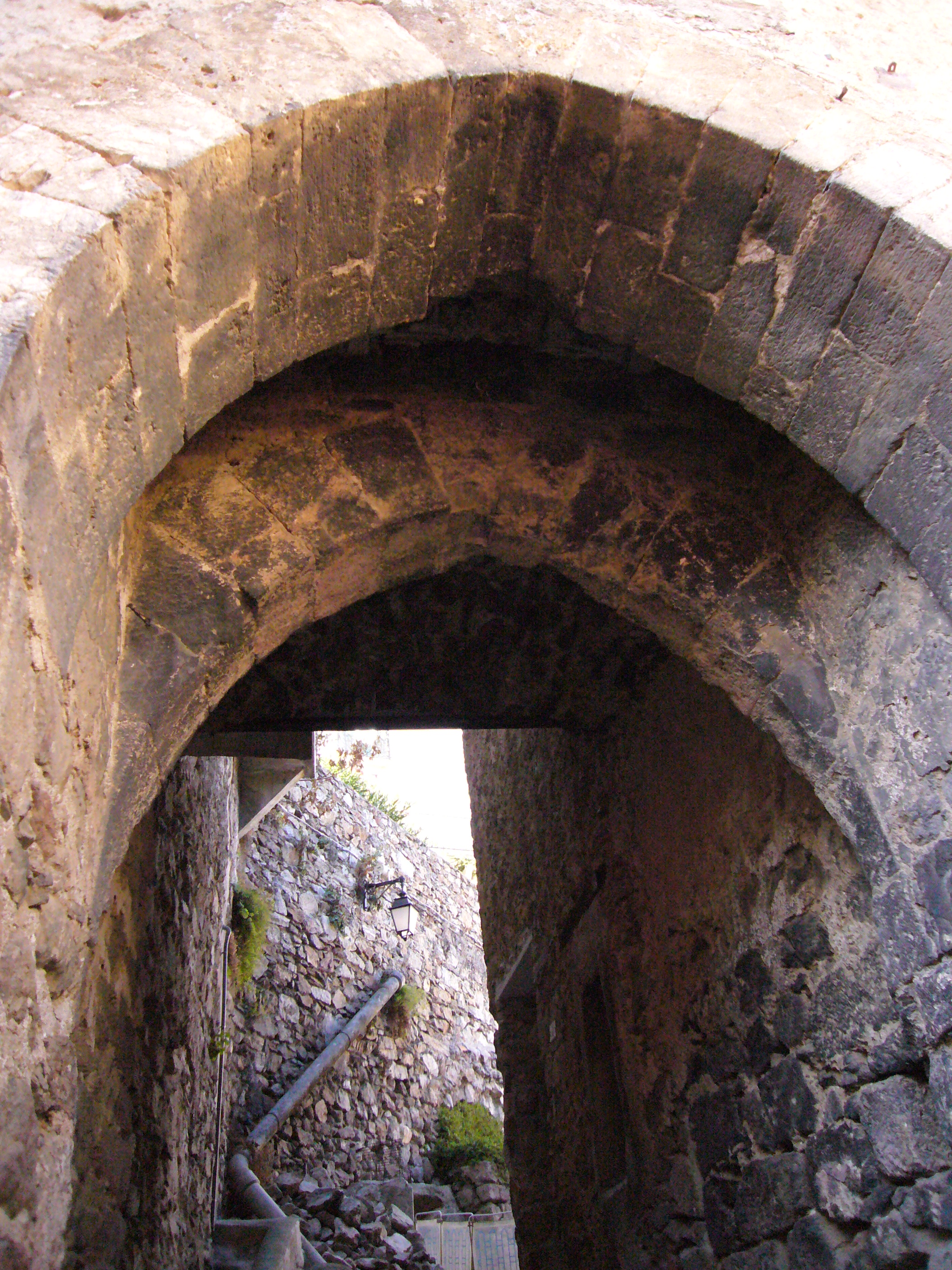
Emplacement de l'ancienne herse.

| Période   | Période   | Identité          | Étiquette | Qualité                                      |
| --------- | --------- | ----------------- | --------- | -------------------------------------------- |
| 1944      | 1947      | Eloi Tresseres    |           |                                              |
| 1947      | 1971      | Clément Caillens  |           |                                              |
| 1971      | 1982      | Eloi Tresseres    |           | mort en fonctions                            |
| 1982      | 2001      | Edgard Ubert      |           | adjoint, remplace le maire, élu en mars 1983 |
| mars 2001 | mars 2014 | Ange Léon         |           |                                              |
| mars 2014 | 2020      | Bernard Caillens  |           | Enseignant.                                  |
| 2020      | En cours  | Christian Lemoine |           | Ancien chauffeur de bus                      |

## Population et société

### Démographie ancienne
La population est exprimée en nombre de feux (f) ou d'habitants (H).
| 1693 | 1709 | 1720 | 1774 | 1788  | 1789 | 1790  |
| ---- | ---- | ---- | ---- | ----- | ---- | ----- |
| 67 f | 67 f | 67 f | 84 f | 382 H | 96 f | 400 H |

### Démographie contemporaine
L'évolution du nombre d'habitants est connue à travers les recensements de la population effectués dans la commune depuis 1793. Pour les communes de moins de 10 000 habitants, une enquête de recensement portant sur toute la population est réalisée tous les cinq ans, les populations de référence des années intermédiaires étant quant à elles estimées par interpolation ou extrapolation. Pour la commune, le premier recensement exhaustif entrant dans le cadre du nouveau dispositif a été réalisé en 2005.

En 2022, la commune comptait 130 habitants, en évolution de −13,33 % par rapport à 2016 (Pyrénées-Orientales : +3,92 %, France hors Mayotte : +2,11 %).
| 1793 | 1800 | 1806 | 1821 | 1831 | 1836 | 1841 | 1846 | 1851 |
| ---- | ---- | ---- | ---- | ---- | ---- | ---- | ---- | ---- |
| 433  | 484  | 456  | 491  | 492  | 509  | 561  | 577  | 571  |

| 1856 | 1861 | 1866 | 1872 | 1876 | 1881 | 1886 | 1891 | 1896 |
| ---- | ---- | ---- | ---- | ---- | ---- | ---- | ---- | ---- |
| 570  | 557  | 565  | 524  | 523  | 516  | 507  | 529  | 512  |

| 1901 | 1906 | 1911 | 1921 | 1926 | 1931 | 1936 | 1946 | 1954 |
| ---- | ---- | ---- | ---- | ---- | ---- | ---- | ---- | ---- |
| 504  | 523  | 536  | 512  | 507  | 501  | 420  | 407  | 369  |

| 1962 | 1968 | 1975 | 1982 | 1990 | 1999 | 2005 | 2006 | 2010 |
| ---- | ---- | ---- | ---- | ---- | ---- | ---- | ---- | ---- |
| 327  | 293  | 241  | 216  | 170  | 165  | 143  | 142  | 145  |

| 2015 | 2020 | 2022 | - | - | - | - | - | - |
| ---- | ---- | ---- | - | - | - | - | - | - |
| 152  | 131  | 130  | - | - | - | - | - | - |

La population de la commune ne cesse de baisser depuis le début du XXe siècle, comme pour bon nombre de communes rurales françaises. L'arrivée de nouvelles familles et de Britanniques pourrait relancer la croissance démographique du village, dont la population communale s'établit actuellement, en 2007, à 142 habitants. Depuis le milieu des années 2000, la démographie communale se stabilise voire augmente de nouveau très légèrement (148 habitants pour les chiffres 2013).
Le village, peuplé d’environ 430 habitants à la Révolution, a connu une croissance jusqu’au milieu du XIXe siècle, puis un déclin lent et régulier jusqu'en 1886, date qui marque un retournement de tendance, la population connaissant des creux et des pics jusqu’en 1911. Après la Première Guerre mondiale, exode rural et pertes dues aux conflits mondiaux se conjuguent pour faire perdre 75 % de sa population à la commune en moins d'un siècle.
| selon la population municipale des années : | 1968 | 1975 | 1982 | 1990 | 1999 | 2006 | 2009 | 2013 |
| Rang de la commune dans le département      | 114  | 124  | 124  | 141  | 152  | 161  | 162  | 162  |
| Nombre de communes du département           | 232  | 217  | 220  | 225  | 226  | 226  | 226  | 226  |

### Enseignement
La commune comporte une école primaire publique, d'un effectif de 13 élèves (2016).
Le secteur du collège est Ille-sur-Têt.

### Manifestations culturelles et festivités
- Fête patronale : 3 août[59] ;
- Fêtes communales : 15 juillet et 13 août[59].

## Économie

### Emploi
|                | 2008   | 2013   | 2018   |
| -------------- | ------ | ------ | ------ |
| Commune        | 22,7 % | 13,6 % | 16,7 % |
| Département    | 10,3 % | 12,9 % | 13,3 % |
| France entière | 8,3 %  | 10 %   | 10 %   |

En 2018, la population âgée de 15 à 64 ans s'élève à 66 personnes, parmi lesquelles on compte 66,7 % d'actifs (50 % ayant un emploi et 16,7 % de chômeurs) et 33,3 % d'inactifs,. Depuis 2008, le taux de chômage communal (au sens du recensement) des 15-64 ans est supérieur à celui de la France et du département.
La commune fait partie de la couronne de l'aire d'attraction de Perpignan, du fait qu'au moins 15 % des actifs travaillent dans le pôle,. Elle compte 26 emplois en 2018, contre 39 en 2013 et 28 en 2008. Le nombre d'actifs ayant un emploi résidant dans la commune est de 33, soit un indicateur de concentration d'emploi de 78,8 % et un taux d'activité parmi les 15 ans ou plus de 33,6 %.
Sur ces 33 actifs de 15 ans ou plus ayant un emploi, 9 travaillent dans la commune, soit 27 % des habitants. Pour se rendre au travail, 80 % des habitants utilisent un véhicule personnel ou de fonction à quatre roues, 10 % s'y rendent en deux-roues, à vélo ou à pied et 10 % n'ont pas besoin de transport (travail au domicile).

### Revenus de la population et fiscalité
En 2010, le revenu fiscal médian par ménage était de 14 584 €.

### Emploi
Le secteur primaire emploie 81,8 % des actifs, le secteur secondaire 3 % et le secteur tertiaire 15,2 %.

### Entreprises et commerces
Le destin économique, touristique et démographique de la commune dépend désormais du lac du barrage, qui devrait être aménagé à partir de 2016 avec une zone de baignade, et de la viticulture avec les vignes.

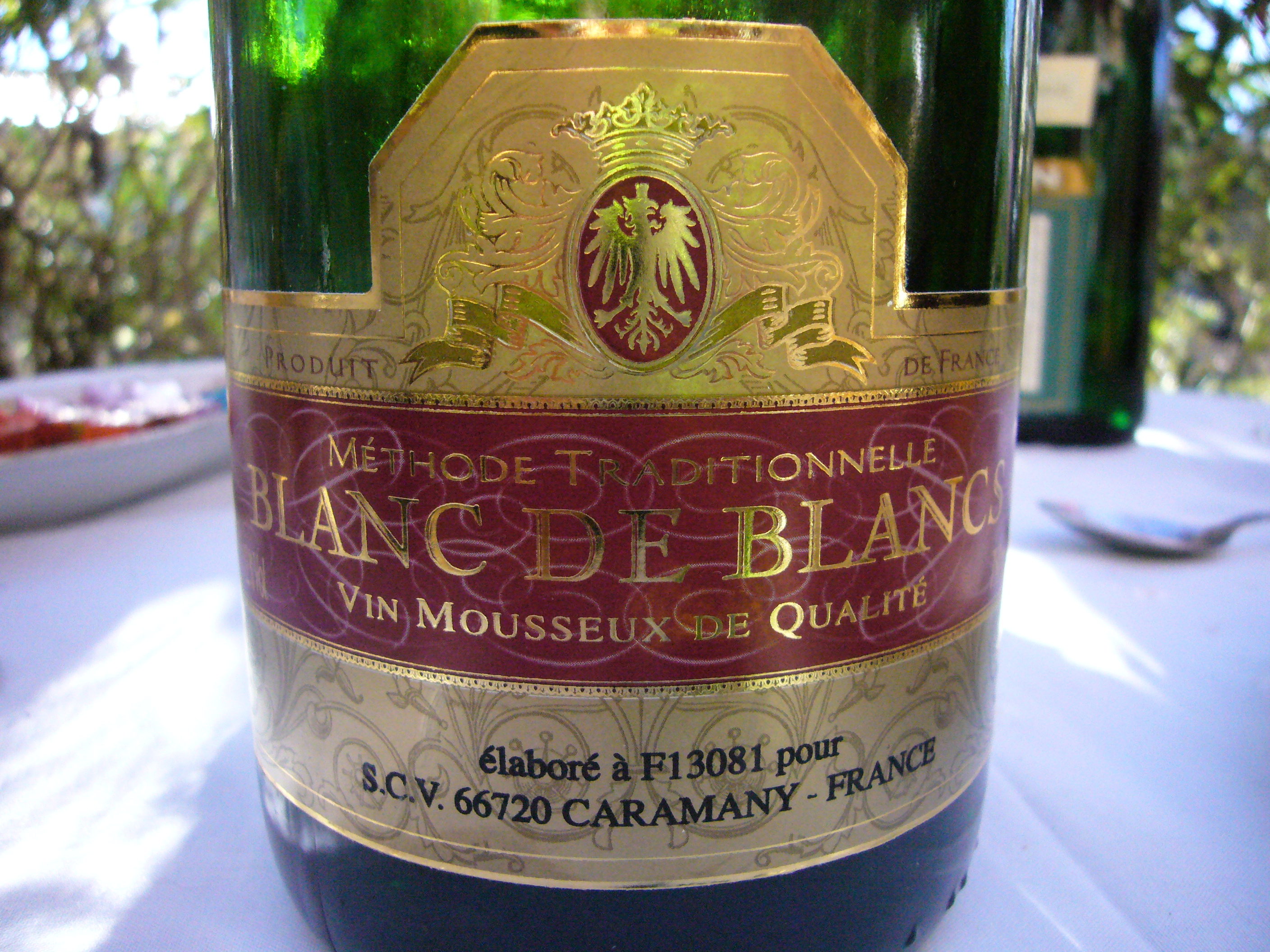
Blanc-de-blanc.

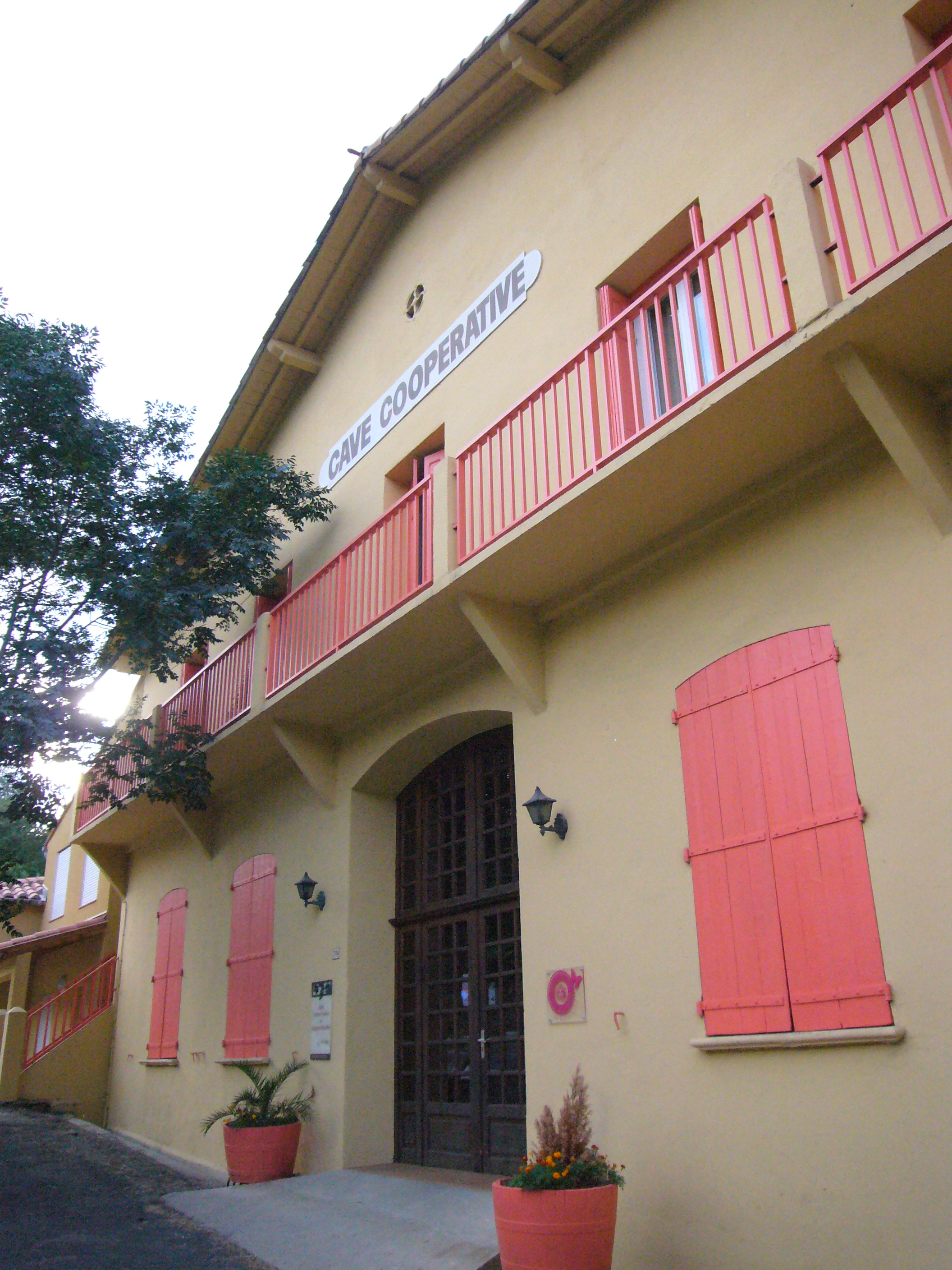
La cave coopérative vinicole.

#### Secteur primaire

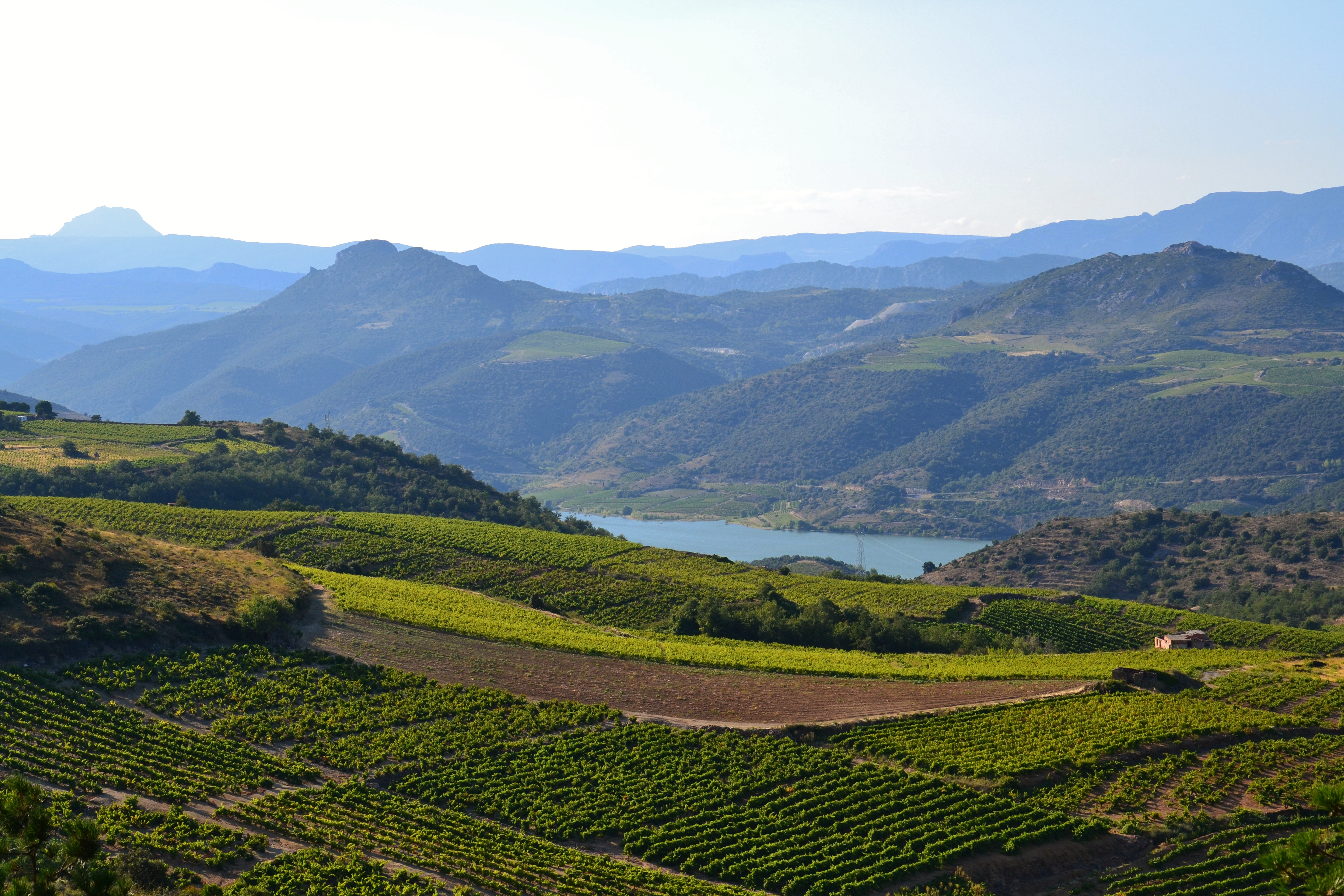
Vue partielle sur le vignoble.

Le secteur primaire, qui emploie 81,8 % des actifs, est très largement dominant dans la commune, orienté uniquement vers la culture viticole. La cave coopérative de Caramany reste le seul commerce et la seule industrie de transformation de la commune. Elle a été rénovée en 2008, présentant un nouveau design, un nouveau slogan, un nouvel accueil. Elle regroupe 80 vignerons.
La commune est située au cœur du vignoble du Roussillon, au sein de l'appellation Côtes-du-roussillon villages. Avec Lesquerde, Latour-de-France et Tautavel, Caramany est l'un des quatre seuls villages de l'appellation à pouvoir accoler son nom à la production, appellation s'étendant aussi sur les communes voisines de Bélesta et Cassagnes, portant la surface à 217 hectares au total. La production en 2009 s'est élevée à 5 920 hectolitres.
Les vignes sont de cépages syrah, grenache noir, carignan, Lladoner Pelut, plantées sur des terrains d'arène granitique et gneiss. Les vins nécessitent un assemblage minimum de deux de ces cépages.
Le vin rouge de Caramany obtient régulièrement des médailles aux concours nationaux (médailles d'or en 2007, 2008, 2009, 2010, médailles d'argent en 2007 et 2009, médaille de bronze en 2004 et 2005 au Concours général agricole, Mâcon…)

#### Secteur secondaire
3,0 % des actifs de la commune sont employés dans l'industrie.

#### Secteur tertiaire
Les services divers emploient 15,2 % de la population active.
La commune a été durement touchée par l'exode rural, prolongé par une déprise agricole marquée. Si celle-ci s'est caractérisée par une démarche de qualité dans la production viticole et une baisse de la surface employée et des effectifs dans le secteur, elle a aussi sans doute contribué à ce qu'on appelle parfois la désertification des services de proximité. Une brochure touristique datant de 1977 enseigne que l'on trouvait à cette date à Caramany une épicerie, un tabac, une quincaillerie, une boulangerie et un local de vente-exposition d'artisanat local. En 2010, ne subsistent que des commerces ambulants, avant que ne rouvre un bar-snack-épicerie au début des années 2010.

#### Tourisme
Si l'activité touristique reste embryonnaire, elle se développe en été. La commune dispose d'un terrain de camping municipal, le camping du Lac, ouvert en période estivale, et de plusieurs gîtes ruraux, qui hébergent les touristes pratiquant la randonnée (plusieurs sentiers balisés et un sentier d'interprétation mis en place par le Pays d'accueil Agly-Verdouble traversent la commune), suivant la route des Vins ou se rendant ensuite dans les stations balnéaires de la côte (Canet-en-Roussillon, Saint-Cyprien, Le Barcarès, ou encore Collioure. Il est possible de déguster les vins des vignerons de la commune au stand de la cave mais également à l'auberge du Grand-Rocher ou au bar de la place.
Chaque été, la municipalité propose des animations (feu de St-Jean, concours de pétanque, loto (rifle), sardanes, grillades, visites et randonnées, soirée dansante).
L'activité touristique du village pourrait être considérablement amplifiée avec l'ouverture du site de baignade du lac, dont le projet est lancé en 2016. Un commerce pourrait également voir le jour avec les travaux.

## Culture locale et patrimoine

### Monuments et lieux touristiques

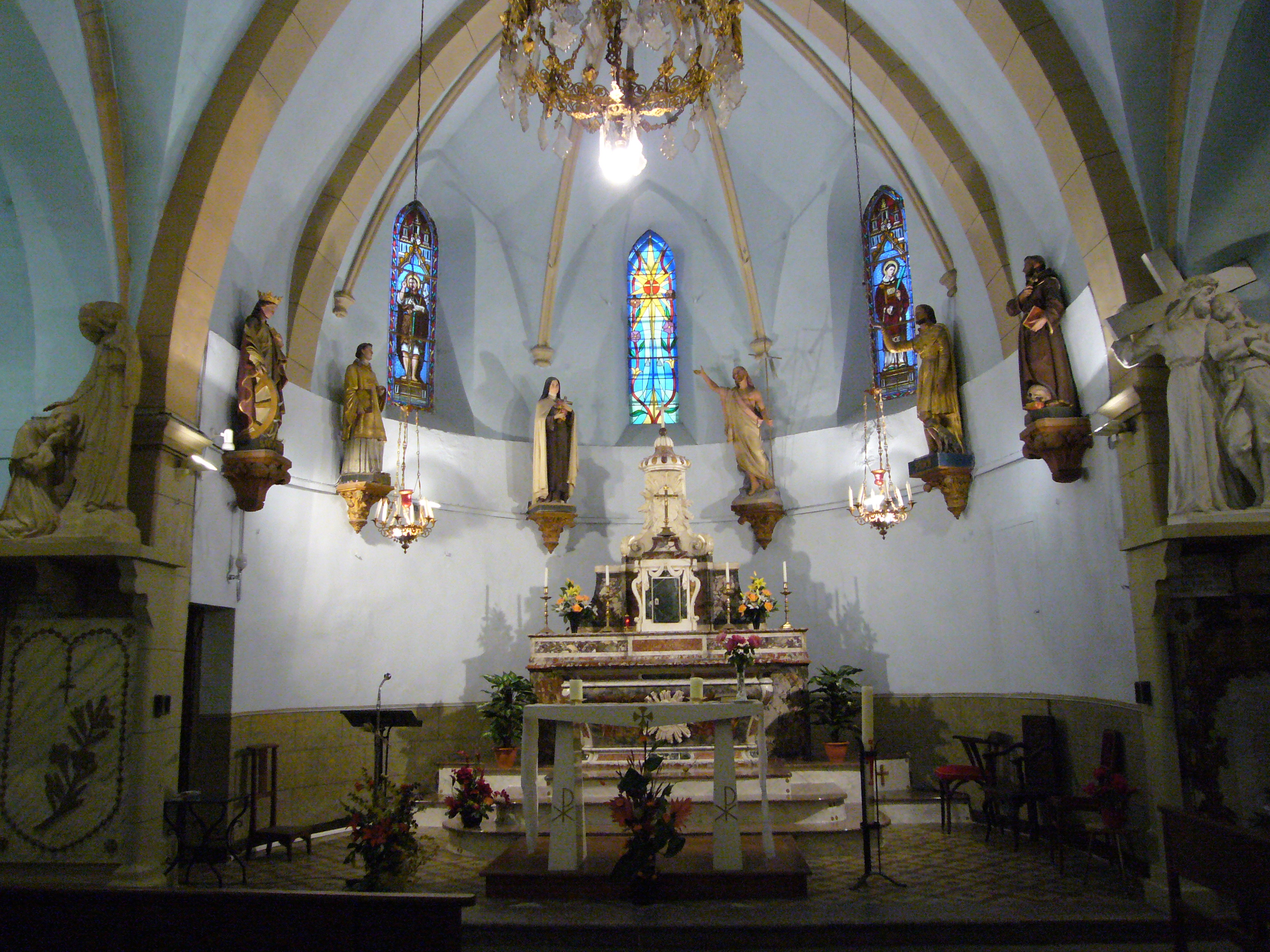
L'autel et le chœur de l'église.

- L'église Saint-Étienne, particulièrement riche en sculptures. Son clocher original a été construit par les habitants à la fin du XIXe siècle, sous la direction du curé. Le Clocher a été inscrit au titre des monuments historiques en 1972[65].
- Le vieux village.
  - Le château, nom donné à l'ancien château médiéval abritant désormais des habitations.
  - La maison Chauvet, la plus grande du village, du nom de la famille de drapiers l'ayant acquise au XVIIe siècle.
  - Le caveau du presbytère.
  - Les arches de la rue de l'Église.
  - L'ancienne porte et la herse du Rebelli.
- Le belvédère, sur la route de Bélesta, qui domine le lac. La vue porte essentiellement vers le nord, notamment jusqu'au pic de Bugarach, à une vingtaine de kilomètres au nord-ouest, et au château de Quéribus. Une table d'orientation y a été un temps présente[66].
- La nécropole du Camp del Ginèbre, au fond du lac.

### Héraldique
Blasonnement de la commune :
D'or au chef de gueules.

## Galerie photo

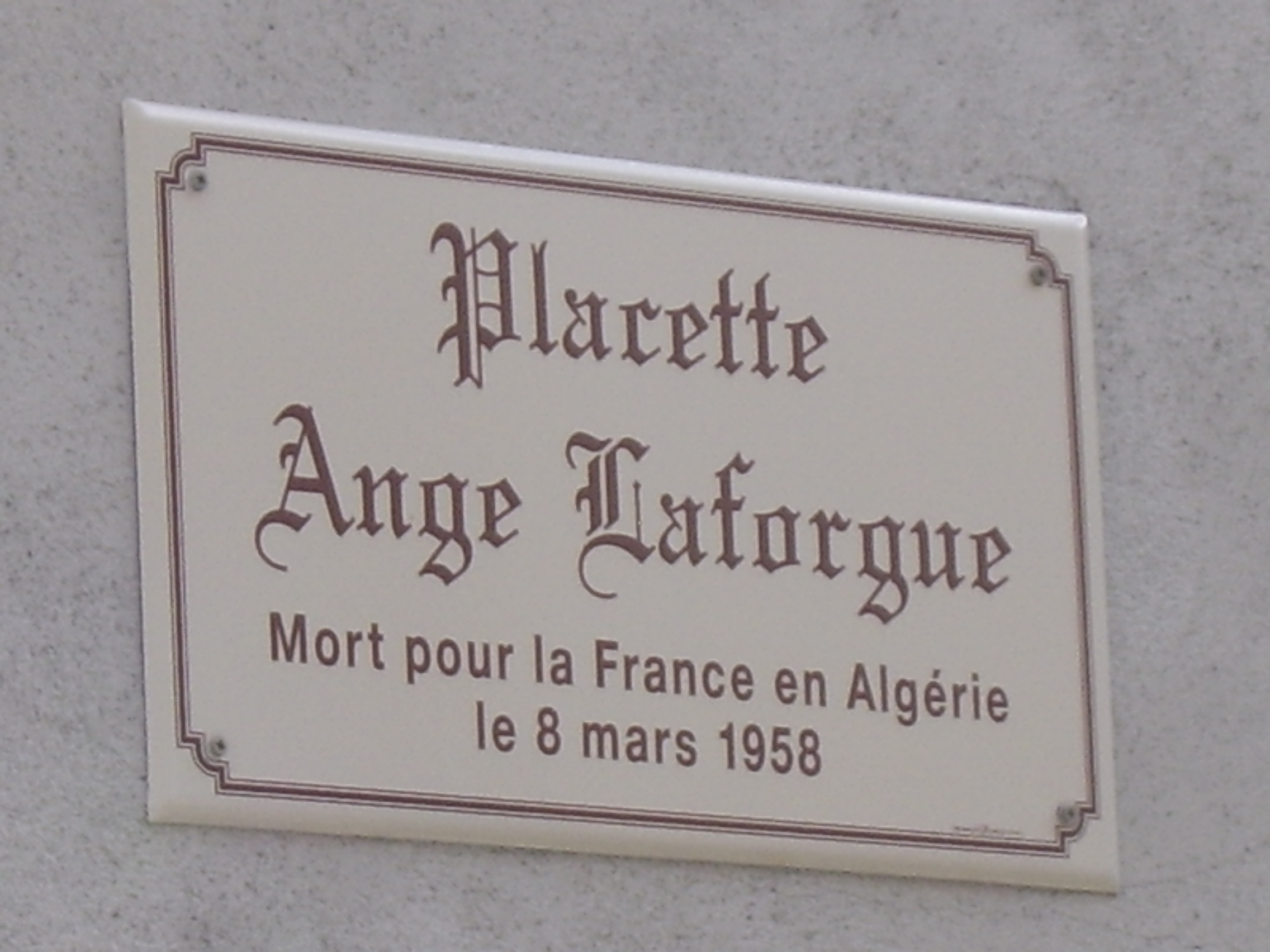
Une plaque de rue.
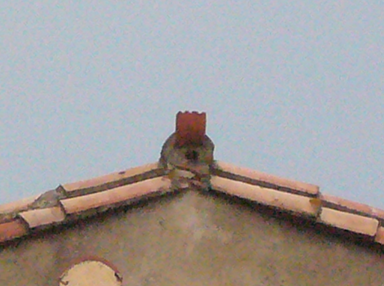
Tuile en crête de coq, censée conjurer le mauvais sort.
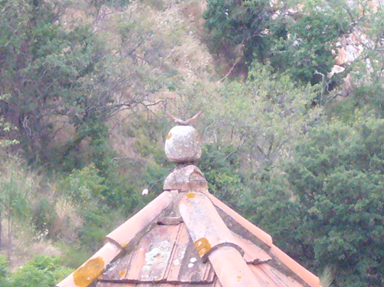
Tuile en fleur de lys, même croyance.